# Sciaenops ocellatus
Genre
Espèce
Synonymes
- Lutjanus triangulum Lacepède, 1802[1]
- Lutjanus triangulum Lacépède, 1802[2]
- Perca ocellata Linnaeus, 1766[2] [1]
- Sciaenops ocellata (Linnaeus, 1766)[2] [1]

Statut de conservation UICN

 LC  : Préoccupation mineure
Le tambour rouge (Sciaenops ocellatus), également appelé « ombrine tachetée » et connu aux États-Unis sous les appellations red drum, channel bass, redfish, spottail bass ou reds, est un poisson marin de l'océan Atlantique, de la famille des Sciaenidae. 

## Distribution
On trouve ce poisson dans l'océan Atlantique, du Massachusetts à la Floride, ainsi que dans le golfe du Mexique, de la Floride au nord du Mexique.

## Usages
C'est un poisson prisé de la pêche sportive, mais aussi présent en aquaculture. 

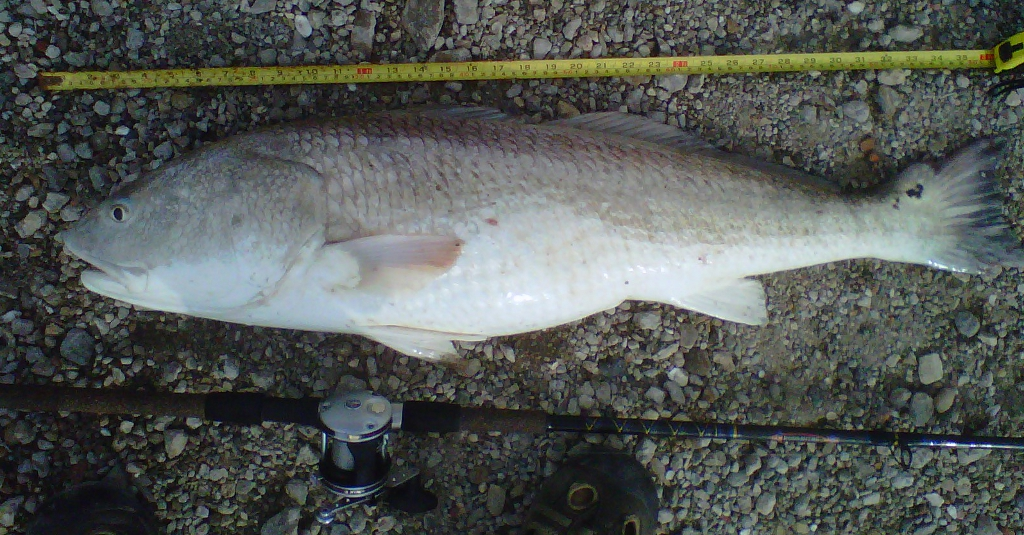
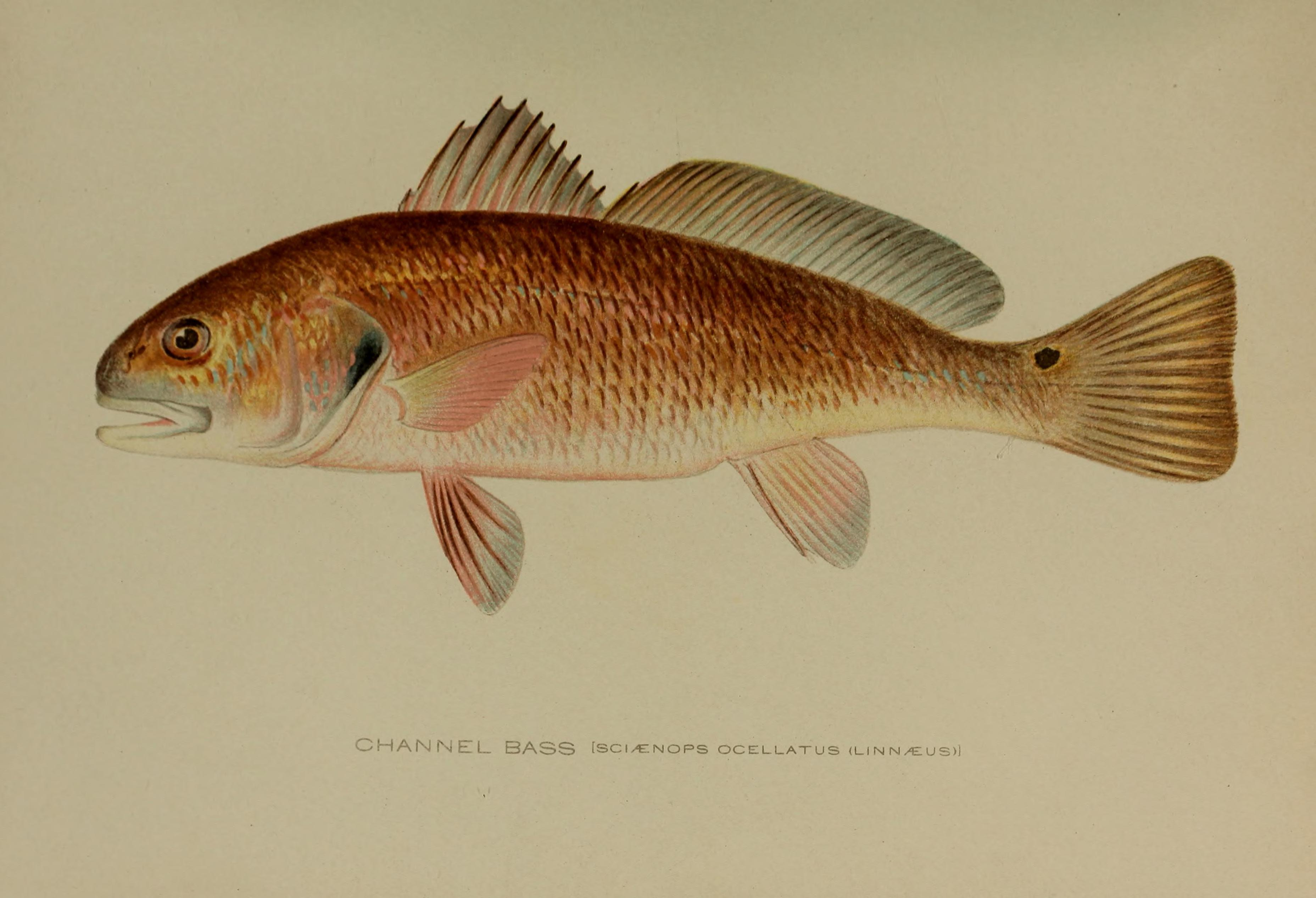
Dessin naturaliste
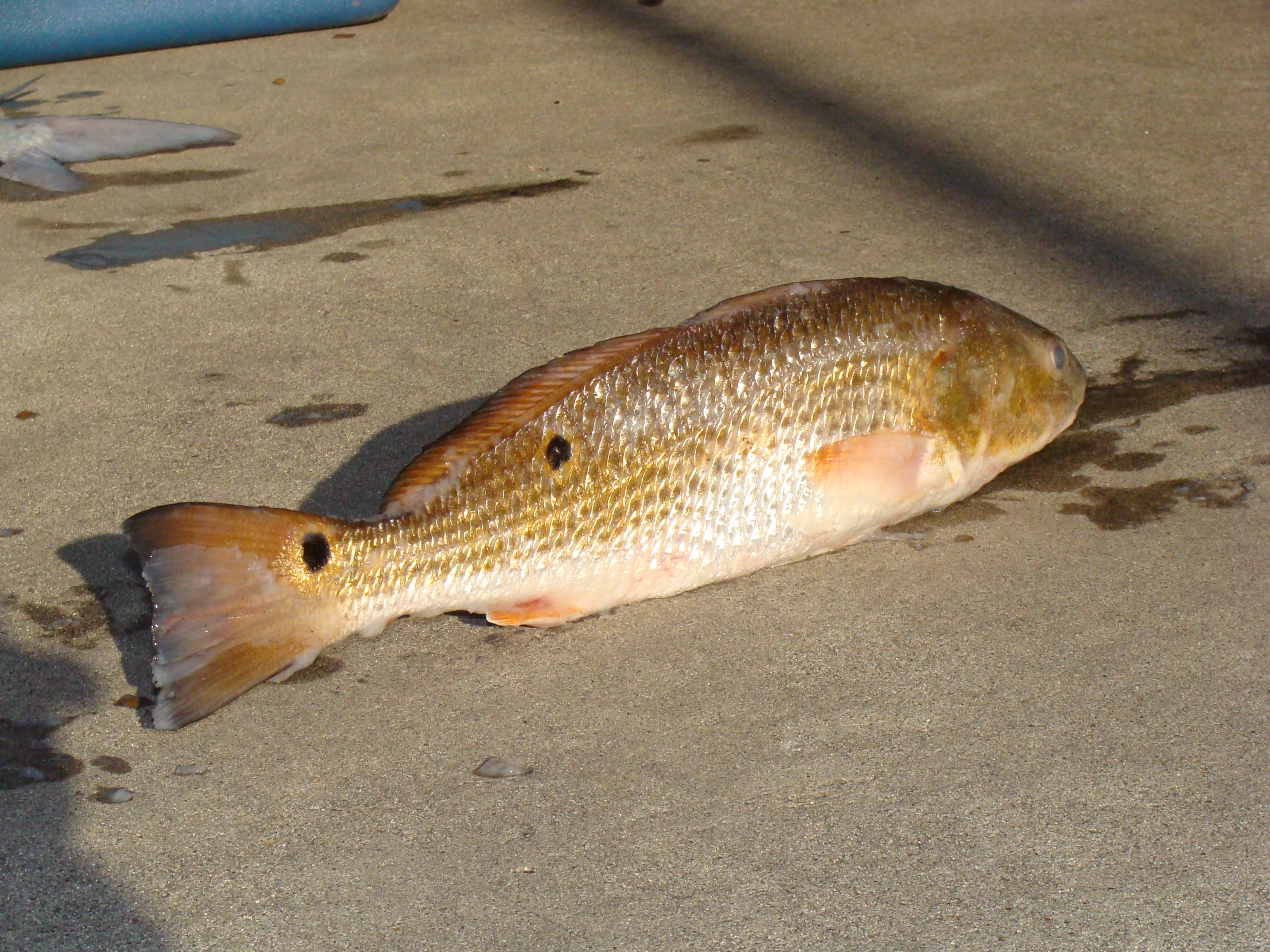
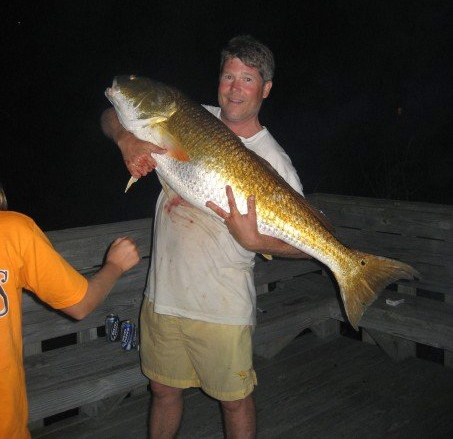